# Automatische Stabilitätskontrolle
Automatische Stabilitätskontrolle (abgekürzt ASC für englisch Automatic Stability Control) ist der Markenname elektronischer Antriebsschlupfregelungen des Herstellers BMW. Das System wird sowohl in PKW als auch in diversen Motorrädern eingesetzt.

## Funktionsweise
Die Automatische Stabilitätskontrolle wurde in zwei Generationen angeboten.
ASC als klassische Antriebsschlupfregelung verhindert den Schlupf (das Durchdrehen) der angetriebenen Räder durch elektronische Drosselung der Motorleistung mittels Eingriff in das Einspritzsignal für einzelne Zylinder bzw. elektronisch gesteuerte Schließung der Drosselklappe. Die Weiterentwicklung ASC+T (Automatische Stabilitäts Control+Traktion) bremst bis 40 km/h darüber hinaus die angetriebenen Räder einzeln oder zusammen mithilfe der für das ABS bereits vorhandenen Technik ab, wenn die Leistungsreduktion alleine nicht ausreicht. Außerdem übernimmt sie elektronisch die Funktion einer Differentialsperre, indem sie beim Durchdrehen nur eines Rades dieses abbremst. Es handelt sich bei ASC+T um einen Übergang zum heute eingesetzten DSC, das bei jeder Geschwindigkeit jedes Rad abbremsen kann und in dem die ASC+T-Funktionen enthalten sind.
Das BMW-Motorrad-ASC vergleicht die Radgeschwindigkeiten von Vorder- und Hinterrad. Aus der Geschwindigkeitsdifferenz werden der Schlupf und damit die Stabilitätsreserven am Hinterrad ermittelt. Beim Überschreiten eines Schlupflimits wird das Motormoment durch die Motorsteuerung angepasst.

## Nutzen
Das System gewährleistet die Fahrstabilität innerhalb der physikalischen Grenzen. Es ist besonders nützlich in Kurven mit wechselndem Bodenbelag (z. B. Asphalt – Laub, Schnee – Eis). Bekommt ein Rad in der Kurve Schlupf, führt es in der Regel zum Ausbrechen des Fahrzeuges und damit zum Unfall.